# Real County
Real County je okres ve státě Texas v USA. K roku 2010 zde žilo 3 309 obyvatel. Správním městem okresu je Leakey. Celková rozloha okresu činí 1 813 km².